# Julia Akkermans
Julia Akkermans   (Països Baixos, 1991) és una actriu neerlandesa. Es va graduar a la Toneelacademie Maastricht el 2014 i va guanyar la Vedella d'Or en la categoria de millor actriu secundària el 2019 amb la pel·lícula Niemand in de stad. El 2022 va protagonitzar Pink moon en el paper de la filla que afronta el dret a morir del seu pare.